# Lukas Papadimos
Lukas Papadimos (řecky Λουκάς Παπαδήμος, * 11. října 1947, Athény, Řecko) je řecký ekonom, bývalý viceprezident Evropské centrální banky a od 11. listopadu 2011 do 16. května 2012 řecký premiér prozatímní vlády národní jednoty, která dovedla zemi k předčasným volbám.
Je absolventem Massachusettského technologického institutu, kde získal v roce 1970 titul z fyziky, v roce 1972 magisterský titul z elektroinženýrství a v roce 1978 doktorát z ekonomie. Pak pokračoval v akademické kariéře na Kolumbijské univerzitě v New Yorku a zároveň pracoval ve Federal Reserve Bank of Boston. V roce 1985 nastoupil na pozici hlavního ekonoma do Řecké centrální banky, kde se stal v roce 1993 viceguvernérem a v roce 1994 guvernérem. Od roku 1998 je členem Trilaterální komise. V letech 2002 až 2010 byl viceprezidentem Evropské centrální banky.
Dne 25. května 2017 na něj byl za pomoci dopisové bomby spáchán atentát. Papadimos byl zraněn na hrudi, břiše a pravém stehni a podstoupil operaci. Útok byl přisuzován radikální anarchistické organizaci Synomosía Pyrínon Tis Fotiás.